# HMP SPORT management
HMP SPORT management er et slovakisk agentbureau (stiftet i år 2007), der repræsenterer professionelle fodboldspillere verden over.  Bureauet er ejet af stifterne Michal Holeščák og Pavol Holeščák Jr.
1. ↑  HMP SPORT management Besøgt 28. juni 2016

| Firma | Spire Denne artikel om et firma eller en virksomhed er en spire som bør udbygges. Du er velkommen til at hjælpe Wikipedia ved at udvide den. |